# Підземне сховище Choctaw Hub
Підземне сховище Choctaw Hub — розташований у Луїзіані комплекс каверн для зберігання продуктів нафтогазової та нафтохімічної промисловості.
На південному сході Луїзіани діє мережа Choctaw Hub Ethylene Distribution System, яка станом на другу половину 2010-х має довжину приблизно 120 миль і забезпечує зв'язок між вісімнадцятьма виробниками та споживачами наймасовішого продукту органічної хімії — етилену. Стабільність поставок при цьому забезпечується за допомогою підземного сховища Choctaw Hub, розташованого за два з половиною десятки кілометрів на південний захід від Батон-Руж. Воно має ємність по етилену у 550 тисяч тонн та обладнане установкою осушки, здатною підготувати 113 тонн на годину. Етилен може надходити у сховище з Техасу через трубопровід Еванджелін.
Також комплекс здійснює зберігання природного газу, етан-пропанової суміші та етану (останні використовуються в регіоні як сировина у нафтохімічній промисловості). В середині 2010-х до нього підключили етанопровід Байу, котрий постачає ресурс з техаського центру фракціонування зріджених вуглеводневих газів у Монт-Бельв'ю.
Сховища створені в поширених у регіоні Мексиканської затоки соляних відкладеннях шляхом вимивання пустот (каверн). Станом на 2018 рік у комплексі використовувались шість каверн загальним об'ємом 21 млн барелів, в тому числі дві для етан-пропанової суміші та дві для етану (конфігурація комплексу може змінюватись в залежності від попиту на зберігання окремих продуктів). Також на площадці ведеться видобуток потрібного для хімічної промисловості розсолу, що в майбутньому надасть нові можливості для зберігання у відпрацьованих кавернах.